# Mirco Ruggiero
Mirco Ruggiero (Latina, 2 febbraio 1969) è un ex bobbista italiano.

## Biografia
Atleta del G.S. Fiamme Gialle, partecipò alla gara di bob a quattro delle Olimpiadi di Lillehammer 1994, classificandosi al 9º posto.
Ai Campionati europei di bob 1994 vinse la medaglia d'oro nel bob a quattro pilotato da Günther Huber con Antonio Tartaglia e Stefano Ticci.